# Henri Coosemans
Henri Coosemans, né le 10 janvier 1922, à Molenbeek-Saint-Jean, en Belgique, est un ancien joueur belge de basket-ball.

## Palmarès
- 57 sélections nationales[réf. nécessaire]